# Interférence rétroactive
En psychologie cognitive, l'interférence rétroactive est un effet décrit par les psychologues depuis les années 1930 dans le cadre d'études expérimentales de la mémoire. L'idée générale est qu'un souvenir A stocké en mémoire peut être perturbé par d'autres souvenirs B et C. Les souvenirs antérieurs interfèrent de manière proactive, et les souvenirs ultérieurs interférent de manière rétroactive. 
Ce concept est à distinguer de l'amnésie rétrograde, qui fait référence à un déficit du rappel d'informations acquises avant un épisode pathologique, et de celui d'annulation rétroactive, qui est un mécanisme de défense décrit en psychanalyse.

## Description
Dans le contexte théorique de la psychologie cognitive, l'interférence rétroactive est supposée se produire lorsqu'un nouveau souvenir (le second dans l'ordre chronologique) vient altérer un souvenir antérieur (le premier). Un exemple dans la vie courante serait lorsqu'un usager connaît très bien le code de sa carte de crédit ; lorsque ce code change, l'apprentissage du nouveau code interfère avec le code précédent en mémoire, générant erreurs et oublis. 
Sur le plan expérimental, ce phénomène a été mis en évidence et étudié de manière approfondie par l'apprentissage de listes de mots par paires,. 

## Limites de la notion
Malgré le succès de cette théorie des années 1930 aux années 1950 environ, la théorie n'a pas continué à faire l'objet de beaucoup de recherches par la suite. D'une part, en pratique, peu de situations de la vie quotidienne correspondent à ce genre d'apprentissage et d'oubli. D'autre part, les chercheurs en psychologie cognitive se sont intéressés aux processus de mémorisation, or cette théorie n'apportait pas d'explication à ce problème. 